# Felice Fontana
Pour les articles homonymes, voir Fontana.
Felice Gaspare Ferdinando Fontana est un médecin et naturaliste italien, né le 15 avril 1730 à Pomarolo dans le Tyrol et mort le 10 mars 1805 à Florence.

## Biographie
Né le 15 avril 1730 à Pomarolo dans le Tyrol, Felice Fontana  est le troisième enfant d’une fratrie de neuf enfants. Passionné très tôt pour les sciences et la théologie, il commence ses études à Rovereto auprès de Giovanni Battista Graser et de Girolamo Tartarotti. Il commence ses études secondaires à Vérone de 1748 à 1749, et les poursuit à Parme de 1749 à 1750, où il étudie les mathématiques et la physique auprès de Jacopo Belgrado, jésuite fondateur de l’observatoire astronomique de la ville.
Fontana fait des études de théologie et de médecine à l'université de Padoue où il suit probablement les cours de physiologie de Giovanni Battista Morgagni de 1750 à 1752. Il entre dans les ordres mineurs et devient abbé. Fin 1755, se rendant compte qu’il ne pouvait plus rien apprendre de ses professeurs, il part à l'Université de Bologne où il suit les cours de chimie et de physiologie de Jacopo Bartolomeo Beccari et de médecine de Leopoldo Marco Antonio Caldani.
Après être revenu brièvement dans sa région natale en 1753, il retourne à Bologne puis, en 1758, à Pise où il suit les cours de mathématiques de Paolo Frisi. En novembre 1759, il part à Rome au collège Nazareno, sans doute pour rompre avec ses recherches. Il entre alors dans la congrégation des Scolopi mais, très vite, il comprend que sa véritable vocation est la recherche scientifique. Ne pouvant entreprendre ses expériences, il s'installe à Pise en 1760 et y demeure jusqu’en 1765.
Grâce à la recommandation du comte Carlo Giuseppe di Firmian, le grand-duc Pierre-Léopold, futur empereur d’Autriche-Hongrie et amateur d’histoire naturelle, lui octroie en 1765 la chaire de logique de l’université de Pise. À partir de 1766, Fontana commence à réaliser un musée consacré à la physique et l’histoire naturelle à Florence dans un des palais du grand-duc. Celui-ci lui offre un crédit illimité pour cette réalisation. Le musée ouvre ses portes au public en 1775 et présente des collections de zoologie, de botanique, de minéralogie, de préparations anatomiques en cire colorée, d’astronomie (dont les instruments de Galilée) et l’une des plus importantes bibliothèques scientifiques de l’époque. Les modèles en cire sont réalisés, avec l'aide d'artistes céroplasticiens comme Clemente Susini, dans l'atlier florentin de céroplastie (it), installé à côté du musée et dirigé par Fontana.
Fontana part alors en France et en Angleterre durant plusieurs années afin d’y nouer d’étroites relations avec les autres institutions scientifiques et de pouvoir procéder à des échanges de spécimens. De retour en 1780, il fait installer sur le toit du musée un télescope.
L’arrivée de Napoléon bouleverse la vie politique et Fontana est arrêté durant quelques jours. Mais, comme son frère, Gregorio Fontana, il partage les idéaux révolutionnaires des Français qu’il connaît bien pour avoir longuement séjourné à Paris. En mars 1801, sous la protection de Napoléon, il devient président de l’Accademia del Cimento.
Fontana meurt quatre ans plus tard d’une crise d’apoplexie. Il est enterré dans la chapelle des Médicis aux côtés de grands noms de la vie intellectuelle italienne comme Vittorio Alfieri, Niccolò Ugo Foscolo, Galileo Galilei, Nicolas Machiavel, Michelangelo Buonarroti…

## Liste partielle des publications
- Riserche filosofiche sopra la fisica animale, Florence, 1775 ;
- Riserche fisiche sopra'l veneno délia vipera, Luoca, 1767 ;
- Principes raisonnes sur la génération ;
- Traité sur le venin de la vipère (1781).